# Ice Flyers de Pensacola
Les Ice Flyers de Pensacola sont une franchise de hockey sur glace basée à Pensacola dans l'État de la Floride aux États-Unis.

## Historique

Évolution du logo
Logo de 2009 à 2012.
Logo 2012-2013.
Depuis 2013.

Successeurs des Ice Pilots de Pensacola de l'ECHL, le club est créé en 2009. Son propriétaire est Tim Kerr, ancien joueur des Flyers de Philadelphie de la Ligue nationale de hockey. À leur première saison, les Ice Flyers terminent au 5e rang de la ligue et sont défaits en première ronde des séries éliminatoires.

### Saisons après saisons
| Saison    | PJ | V  | D  | DP | DF | Pts | BP  | BC  | Classement Final | Séries éliminatoires      |
| 2009-2010 | 56 | 25 | 23 | 6  | 2  | 58  | 176 | 205 | 5e place         | Défaite en première ronde |
| 2010-2011 | 56 | 28 | 21 | 4  | 3  | 56  | 187 | 195 | 5e place         | Défaite en première ronde |